# Сигма Оріона
Си́гма Оріо́на (σ Оріона / σ Ori) є зоряною системою, що налічує п'ять зір. Вона розташована у сузір'ї Оріона на відстані близько 1150 світлових років від Землі.
Первинна компонента є подвійною зорею, Сигма Оріона AB, і обертається разом із зорями Сигма Оріона D, Сигма Оріона E, та Сигма Оріона C навколо спільного центру мас. Орбіта пари AB є досить стабільною, в той час як орбіти зір Сигма Оріона D, E та C зазнають суттєвих припливних змін. Тому найбільш імовірно, що система гравітаційно розпадеться (розлетиться у різні боки) ще задовго до кінця еволюції кожної з зір.

## Пара Сигма Оріона AB
Дві зорі пари Сигма Оріона AB є гарячими гігантами, що світяться за рахунок ядерних реакцій горіння водню в їх ядрах. Вони розташовані на відстані близько 0.25 кутових секунд одна від одної, коли спостерігати за ними з Землі. Найяскравішою у цій парі є Сигма Оріона A — блакитна зоря спектрального класу O9V із видимою зоряною величиною +4.2. Вона також належить до зір найбільшої світності. Сигма Оріона B має спектральний клас B0.5V та видиму зоряну величину +5.1. Вони обертаються по орбіті одна навколо одної з періодом близько 170 років на відстані приблизно 90 а.о. Зорі Сигма Оріона A та B мають дуже гарячі атмосфери, їх ефективні температури сягають відповідно 32 000K та 29 600K, тому їх світність є більшою за світність Сонця у 35 000 та 30 000 раз відповідно. Зазначені ефективні температури та світності дають для них відповідно масу в 18 та 13.5 мас Сонця. Тому тісну пару Сигма Оріона AB відносять до наймасивніших візуально-подвійних зір.

## Сигма Оріона D та E
Наступними за яскравістю у цій системі є зорі Сигма Оріона D та E, орбіти яких лежать на відстані 4600 та 15 000 а.о. відповідно від спільного центру мас. Обидві зорі мають спектральний клас B2V та видиму зоряну величину близько 6.6. Маса кожної з них становить близько семи мас Сонця. Зоря Сигма Оріона E є прототипом класу багатих гелієм зір, вміст якого у цих зорях значно перевищує вміст гелію на Сонці.

## Зоря Сигма Оріона C
Найслабшою за яскравістю у системі є зоря головної послідовності Сигма Оріона C, яка має спектральний клас A2V. Вона розташована на відстані близько 3900 а.о. від пари Сигма Оріона AB.